# Брэндон, Уильям (умер в 1491)
Сэр Уильям Брэндон (англ. Sir William Brandon; до 1430 — предположительно 1491) — английский рыцарь, землевладелец из Восточной Англии. Заседал в палате общин, служил герцогам Норфолкским, участвовал в Войнах Алой и Белой розы на стороне Йорков. Дед Чарльза Брэндона, 1-го герцога Саффолка.

## Биография
Уильям Брэндон был незнатным, но богатым землевладельцем из Восточной Англии. Он владел рядом поместий в Саффолке, а также в Кембриджшире. Отцом Уильяма предположительно был Роберт Брэндон, заседавший в палате общин в 1421 году. Уильям родился до 1430 года и начал службу в качестве вассала местных магнатов — герцогов Норфолкских, причём поднялся к 1476 году до старшего члена совета при 4-м герцоге Джоне Моубрее. В 1468 году Брэндон был депутатом палаты общин, в 1469 году участвовал в осаде замка Кейстер, а в 1471 году сражался с Ланкастерами при Тьюксбери. Король Эдуард IV на поле битвы посвятил его в рыцари. В 1472 году сэр Уильям был одним из десяти рыцарей, присягнувших на верность принцу Уэльскому, будущему королю Эдуарду V. В 1475 году он принял участие в походе во Францию, который закончился подписанием договора в Пикиньи. Как член королевского двора, в 1479 году Брэндон был назначен рыцарем-маршалом.
В июле 1483 года сэр Уильям присутствовал на коронации Ричарда III. Он демонстрировал лояльность по отношению к новому монарху, но попал под подозрение, когда двое его сыновей, Уильям и Томас, присоединились к восстанию Генри Стаффорда, герцога Бекингема, в октябре того же года. Томас Хоптон по приказу короля занял некоторые поместья Брэндона. Тот в марте 1484 года добился полного оправдания, но к концу того же года снова впал в немилость и прибег к праву убежища в городе Глостер; там он оставался до августа 1485 года, когда Ричард потерпел поражение и погиб в битве при Босворте. После этих событий Брэндон подал прошение в парламент и вернул себе пост рыцаря-маршала.
Сэр Уильям умер предположительно в 1491 году. Его завещание было датировано 9 апреля 1491 года и подтверждено спустя семь месяцев — 17 ноября. В этом документе содержится просьба похоронить тело в саффолкском поместье Уонфорд.

## Семья
До января 1462 года Уильям Брэндон женился на Элизабет Уингфилд, дочери сэра Роберта Уингфилда и Элизабет Гушил, единоутробной сестры Джона Моубрея, 2-го герцога Норфолка. В этом браке родились трое сыновей и семь дочерей:
- сэр Уильям Брэндон (отец Чарльза Брэндона, 1-го герцога Саффолка);
- сэр Томас Брэндон;
- сэр Роберт Брэндон;
- Мэри Брэндон, жена Джона Ридинга;
- Энн Брэндон, жена Николаса Сидни;
- Элизабет Брэндон, жена Августина Кавендиша и Джона Левенторпа;
- Маргарет Брэндон, жена сэра Грегори Ловела;
- Маргарет Брэндон, жена Хью Манинга;
- Кэтрин Брэндон, жена Джона Гурнея;
- Элеанора Брэндон, жена Джона Глемхама[4][5].